# Borló
Borló (románul: Borlova) falu Romániában, a Bánságban, Krassó-Szörény megyében.

## Fekvése
A Kis-havas nyugati lábánál, Karánsebestől 12 km-re délkeletre, a Sebes patak jobb partján, Sebesrom és Bolvás közt fekvő település.

## Neve
Nevét a Borlova patakról kapta, mely az Isworu Frapsenului, és az Isworurli nevű csermelyek egyesülésével jött létre, és a falunál a Sebes patakba ömlik. Mind a két csermely a Kis-havasban ered.
A falu nevét 1519-ben említette először oklevél Borlowa alakban, Koszta János de Borlowa  királyi ember nevében. 1640-ben Borlova névvel írták le. Az 1690–1700-as összeíráskor nevét Birlova alakban jegyezték fel. 1808-ban Borlová, 1888-ban Borlova, 1913-ban Borló néven volt említve.

## Története
1617-ben Bethlen Gábor karánsebesi Kún Dániel karánsebesi és lugosi vice-bánnak egy birtokrészt adományozott itt. 1640-ben Tivadar Gergely, korábbi Szörény vármegyei alispán, majd 1699-ben  pedig Literati Dávid birtoka volt. 1603-ban a portalis összeírásban Tivadar János 1, Pestesi Lajos 2, Thar Imre l, Lada István 1, és Supa Mihály 1 portával szerepelt.
A katonai határőrvidékben az oláhbánsági határőrezred karánsebesi századához tartozott, és azon első 35 helységek egyike volt, melyek a zsupaneki zászlóalj területét képezték. A trianoni békeszerződés előtt Krassó-Szörény vármegye Karánsebesi járásához tartozott.

## Népesség
1910-ben 1665 lakosából 1644 fő román, 17 pedig magyar volt. Ebből 1644 görögkeleti ortodox volt.
A 2002-es népszámláláskor 1501 lakosa közül 1500 fő román, 1 szerb volt.